# Villers-Saint-Martin
Villers-Saint-Martin é uma comuna francesa na região administrativa de Borgonha-Franco-Condado, no departamento de Doubs. Estende-se por uma área de 8,9 km². Em 2010 a comuna tinha 225 habitantes (densidade: 25,3 hab./km²).